# 우수리관코박쥐
우수리관코박쥐 또는 작은관코박쥐, 쇠뿔박쥐(Murina ussuriensis)는 애기박쥐과에 속하는 박쥐의 일종이다. 서식지 감소로 멸종 위협을 받고 있다. 일본에서 숲관코박쥐 또는 일본작은관코박쥐(Murina silvatica Yoshiyuki, 1983)라는 이름으로 별도로 구분하여 부르기도 한다.

## 개요
대한민국, 일본(홋카이도, 혼슈, 시코쿠, 규슈, 쓰시마섬, 야쿠섬, 이키섬) 그리고 러시아(프리모르스키 지방, 사할린섬 남단, 쿠릴 열도)에서 발견된다. 중국 동북부 지역(내몽골 지린성, 헤이룽장성)에서도 보고된 바 있지만, 아직 검증된 것은 아니다.

## 서식
이 박쥐는 주로 버려진 나뭇가지 덤불로 둥지를 만들지만 나무 구멍이나 껍질 아래에도 만든다.

## 같이 보기
- 한국의 포유동물